# Erik Sandberg (journalist)
Erik Olov Sandberg, född 1975, är en svensk undersökande journalist som är verksam i Stockholm. 
Sedan 2004 driver han produktionsbolaget Laika film & Television AB tillsammans med Andreas Rocksén. 2007 tilldelades Sandberg Föreningen grävande journalisters pris Guldspaden för granskningen av Folkpartiet i Dokument inifrån: Snällfällan (SVT 2006). År 2006 tilldelades han Guldpalmen vid Beverly Hills Film Festival för dokumentärserien Assyriska - Landslag utan land (SVT 2005) om fotbollslaget Assyriskas år i fotbollsallsvenskan.

## Verk
Sandberg har gjort den uppmärksammade dokumentären Lönesänkarna (SVT2013) om hur löntagarna de senaste trettio åren fått en allt mindre del av de växande inkomsterna i landet. Sandberg har också gjort dokumentärserien Vår mörka historia (TV4 2009) om rasismens historia i Sverige, med Gustav Fridolin som berättare och dokumentärerna Hon ville ju inte lyda (SVT 2010) och Förgrymmade ungar (SVT 2008) om förändringar i synen på barnuppfostran samt dokumentärerna "De oförsäkrade" (SVT 2012), Generation utanför (SVT 2011), Jag ska göra abort (SVT 2007), Spionskolan (SVT 2006), Jävla Politiker! (SVT 2004), Polis på villospår (SVT 2003) och Läkare ... var god dröj (SVT 2002). Tillsammans med Per Lapins har Sandberg gjort dokumentärerna Sveket mot de adopterade och Barn till varje pris (SVT 2002). Tillsammans med Andreas Rocksén har han gjort den flerfaldigt prisbelönta dokumentärserien Fortet Europa (SVT 2001), om europeisk flyktingpolitik.